# Christian Wilhelm Siegmund von Posadowsky
Christian Wilhelm Siegmund Freiherr von Posadowsky (* 3. November 1725 in Aschersleben; † 17. Februar 1791 Pilgramsdorf) war ein preußischer Generalleutnant und Chef des Dragonerregiments Nr. 6.

## Leben
Seine Eltern waren der Generalleutnant Karl Friedrich von Posadowsky (1695–1747) und dessen Ehefrau Freiin Eleonore Elisabeth, geborene von Seydlitz (1702–1762).
Da nur der älteste Sohn die gräfliche Würde erbte, erhielt Christian Wilhelm den Freiherrentitel. Im Jahr 1745 ging er in preußische Dienste und kam in die Garde du Corps. Er kämpfte im Zweiten Schlesischen Krieg. In der Schlacht bei Hohenfriedberg war er Standartenjunker, ebenso bei Soor. Am 1. Juni 1745 wurde er mit seinem Bruder Kornett im Garde du Corps. Während des Siebenjährigen Krieges stieg er schnell auf, er wurde 1757 Leutnant, 1758 Rittmeister und bereits im Oktober 1758 Major, 1759 Oberstleutnant. Er kämpfte in den Schlachten von Lobositz, Prag, Kolin, Roßbach, Leuthen, Zorndorf, Hochkirch, Liegnitz und Torgau.
Er heiratete am 5. September 1760 Henriette Caroline Elisabeth von Hochberg-Fürstenstein (1731–1764), eine Tochter des Reichsgrafen Johann Heinrich von Hochberg-Fürstenstein (1705–1758) und dessen Ehefrau Gräfin Louise Friderike von Stolberg-Stolberg († 1764). Sie war die Witwe des Heinrich Ludwig Karl von Hochberg-Fürstenstein (1714–1755). Seine Frau starb kurz nach der Totgeburt einer Tochter.
Im Jahr 1763 wurde von Posadowsky Kommandeur des Regiments, 1770 wurde er dann als Kommandeur in das Dragonerregiment „Krockow“ versetzt. 1772 erhielt er die Beförderung zum Oberst. 1775 erhielt er von Friedrich II. bei einer Revue den Orden Pour le Mérite und 1777 das Dragonerregiment „Meyer“. Im gleichen Jahr, am 20. Mai 1777, erhielt er zudem die Beförderung zum Generalmajor. Während des Bayerischen Erbfolgekrieges stand er bei der Armee des Prinzen Heinrich. Im Winter 1778/79 war er mit dem Austausch von Gefangenen beauftragt.
Am 20. Mai 1787 erhielt er auch die Beförderung zum Generalleutnant. Im Dezember 1787 erhielt er seine Entlassung mit einem Gnadengehalt von 1500 Talern. Er zog sich auf sein Gut Pilgramsdorf zurück und kaufte noch 1789 das Gut Klein-Rimmersdorf. Er starb 1791 und wurde in der dortigen evangelischen Kirche beigesetzt. Sein Grabstein befand sich rechts vom Altar.
Seine Güter erbte seine Schwester Anna Eleonore Charlotte Friederike von Pfeil und Klein-Ellguth (1735–1813).